# Conda

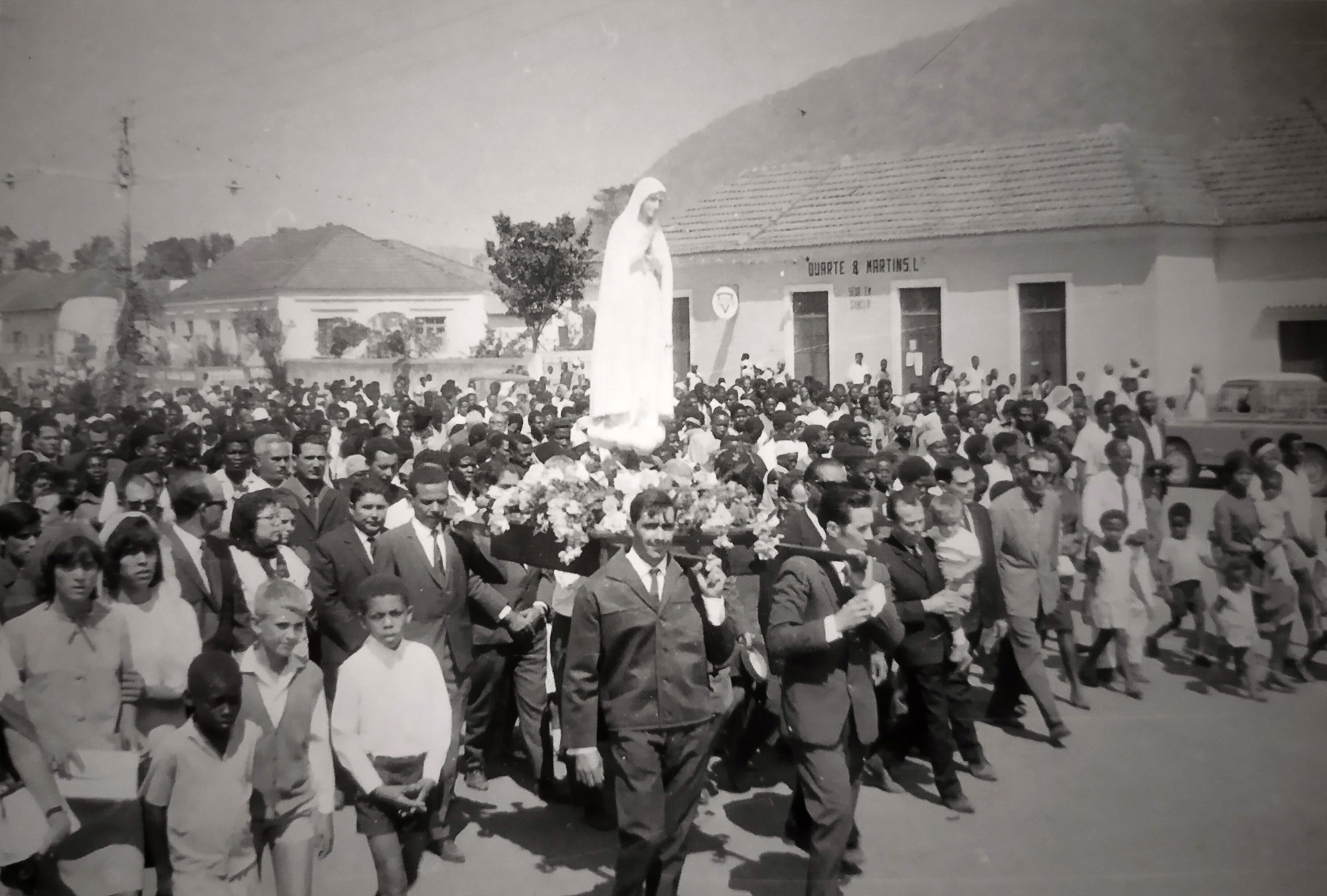
Processó religiosa a Conda a la dècada del 1970.

Conda és un municipi de la província de Kwanza-Sud. Té una extensió de 2.090 km² i 89.682 habitants. Comprèn les comunes de Conda i Cunjo. Limita al nord amb el municipi d'Amboim, a l'est amb el d'Ebo, al sud amb el municipi de Seles, i a l'oest amb el de Sumbe.